# Idioma aimara
El aimara, a veces escrito aymara, de acuerdo con la lengua que se emplee para escribir —aimara, preferentemente en español; aymara, preferentemente en la propia lengua— es la principal lengua perteneciente a las lenguas aimaraicas. Este idioma es hablado en diversas variantes por el pueblo aimara en Bolivia, donde es una de las lenguas amerindias mayoritarias, Chile y Perú.
El idioma es cooficial en Bolivia y Perú junto con el español. Constituye la primera lengua de al menos la tercera parte de la población de Bolivia, y es el principal idioma amerindio del sur peruano y el norte chileno.
La Organización de las Naciones Unidas para la Educación, la Ciencia y la Cultura (Unesco) considera que este idioma se encuentra en situación «vulnerable» de cara a su supervivencia futura.

## Etimología
La etimología original del glotónimo aimara (pronunciaciónⓘ [aj.ˈma.ɾa]) se encuentra dentro de lo especulativo, aunque se sabe que proviene de un etnónimo originario del departamento peruano de Apurímac. Procede de los Andes centrales en Lima, en la serranía central del Perú. Se fue extendiendo hacia el sur como lengua franca, y fue adoptada como lengua materna por los pueblos de la cultura huari. Hacia el Intermedio Tardío fue reemplazada por el quechua desde la costa hasta el Cuzco y su ingreso se habría producido, al parecer de manera violenta, por conquista militar avanzando desde el norte hacia el sureste a lo largo de la Cordillera Occidental de los Andes y se repartieron el territorio altiplánico posiblemente bajo forma de diversos señoríos o reinos; algunos mencionados por Bertonio son: Lupacas, Pacajes, Carancas, Quillaguas, Charcas y otros.
El idioma aimara forma junto con el jacaru y el cauqui una familia lingüística conocida como de las lenguas aimaras o jaqi. El jacaru y el cauqui se hablan en la provincia de Yauyos en el departamento de Lima, Perú. Según cálculos recientes, estas dos lenguas en conjunto no tienen más de 800 hablantes.
Los antecesores de los actuales aimaras nunca se llamaron así. Los incas los llamaban collas, hasta que en 1559 Juan Polo de Ondegardo y Zárate los denominó a partir de la información lingüística obtenida en el Collao de una pequeña colonia de mitimaes «quechuas», pero que habían incorporado el lenguaje local y que se denominaban aimaras y provenían de los alrededores de Cuzco. Así se llamó «en español» al idioma cuyo real nombre era jaqi aru (significando humanidad y lengua respectivamente) y después le aplicaron ese nombre a quienes hablaban ese idioma, quienes se llamaban a sí mismos jaqi.
Los documentos tempranos de la colonia no dan nombre propio al idioma, sino que los cronistas Cieza de León y Pedro Pizarro se refieren a él como «lengua del Collao» y «lengua de los collas» respectivamente. En 1559, el licenciado Juan Polo de Ondegardo, a la sazón corregidor del Cusco, escribe la relación De los errores y supersticiones de los indios tras haber convocado una junta de «indios viejos que habían quedado» (de la época inca) que le sirvieron de informadores. Por este medio, Ondegardo tuvo conocimiento de un grupo de mitimaes (una etnia desplazada por el estado) que era originario de la región cusqueña y que, en última instancia, había acabado asimilando el habla aimaraica de su nuevo entorno. Tomando la parte por el todo, se empezó a usar el nombre de la etnia trasplantada como nombre de todo el idioma, de manera que en las publicaciones producidas por el III Concilio Limense (1584-85), que incorporan también un extracto de la mencionada obra de Ondegardo, aparece por primera vez la palabra aimara explícitamente aplicada a la lengua.
El uso predomina y se hace común con el tiempo, de modo que, en 1612, la publicación del Vocabulario de la lengua aymara de Ludovico Bertonio se limita a confirmar en su título un nombre ya establecido.

## Estudios lingüísticos
Esta lengua fue estudiada por primera vez por el jesuita italiano Ludovico Bertonio a finales del siglo XVI. Mientras se encontraba como misionero en Juli (Chucuito, Puno), realizó la primera transcripción fonética de esta lengua utilizando caracteres latinos, aunque tiene demasiadas imprecisiones debido a las faltas de correspondencia fonética.
Ellen Ross es la primera lingüista moderna que realiza un estudio a fondo en 1963. No obstante, los trabajos más importantes fueron realizados por Juan de Dios Yapita y la Escuela de Florida en la década de 1960 con Marta J. Hardman a la cabeza, que participaron en la preparación del material para la enseñanza de la lengua aimara en la Universidad de Florida
Existe un Instituto de la Lengua y la Cultura Aymara (ILCA), fundado en 1972 por Juan de Dios Yapita, diseñador de un importante alfabeto aimara.

## Distribución geográfica

Dominio lingüístico aimara (1984)

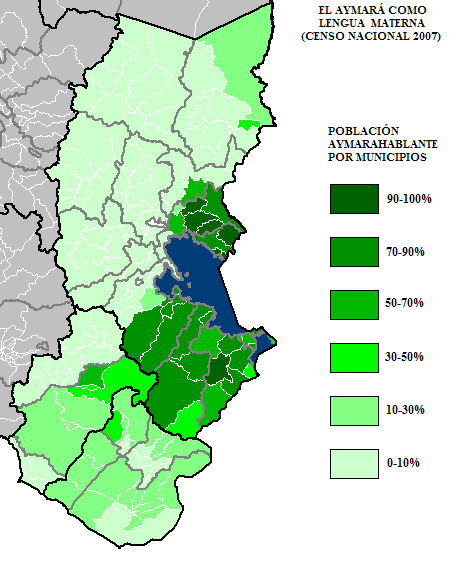
Distribución de la población aimarófona en el sur del Perú (2007).

El aimara predomina en la región de la meseta del Collao y zonas aledañas. Las mayores poblaciones de hablantes se encuentran en los departamentos bolivianos de La Paz y Oruro, con presencia también en el norte del departamento de Potosí y extensiones marginales hacia los departamentos de Cochabamba y Chuquisaca. En Chile, es hablado en el Norte Grande, en las zonas altas de las regiones de Arica y Parinacota y Tarapacá que tienen continuidad geográfica con el Altiplano.Las mayores poblaciones de lengua aimara del Perú se concentran en las zonas ribereñas norte y sur del lago Titicaca, en el departamento de Puno, y está también presente en las zonas altas de los departamentos de Moquegua y Tacna. La aimarofonía no se restringe a la cuenca del Titicaca ni a las zonas de puna, sino que se extiende a valle templados como el del río Carumas (Perú) y regiones tropicales, como son las zonas de colonización en los Yungas bolivianos.
Una migración masiva iniciado en el siglo XX, especialmente como éxodo rural, han llevado a aimarahablantes a residir fuera del dominio lingüístico aimara. Así, se pueden encontrar grupos significativos en ciudades como Juliaca, Lima, Arica, Oruro, o Cochabamba, entre otras. Las migraciones bolivianas también han desplazado hablantes a zonas metropolitanas de Argentina como Buenos Aires o Brasil en primer término y, en general, a todos los destinos corrientes de la emigración latinoamericana.

## Estatus político

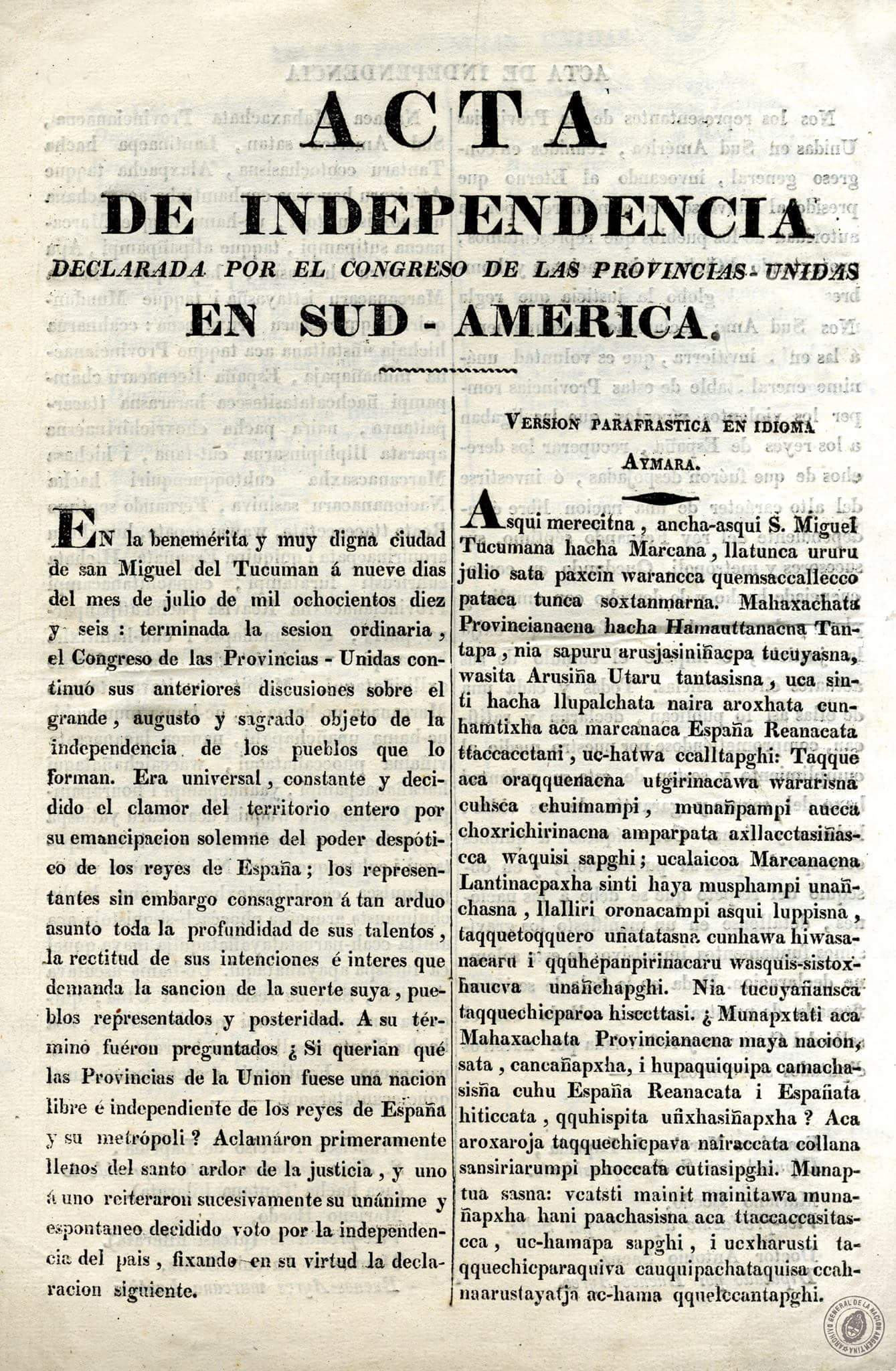
Acta de Independencia declarada por el Congreso de las Provincias Unidas en Sud América - Versión parafrástica en idioma aymara (1816)

Fue una de las tres lenguas en que se redactó la Declaración de independencia de las Provincias Unidas del Río de la Plata (actual Argentina) en 1816, junto con el quechua y el español. La versión en aimara se atribuye a Vicente Pazos Kanki (1779-1852).
Históricamente se habían desarrollado acciones contra la continuidad de las prácticas y saberes ancestrales indígenas. En 1931 el maestro rural Elizardo Pérez creó en Warisata la primera escuela campesina de lengua aimara, une experiencia pedagógica conocida como la escuela Ayllu de Warisata (1931-1940) donde intentó traducir en una estructura escolar la organización social y política de las comunidades indígenas. Su concepto supera la alfabetización e incluye contenido cultural y político, pero se trata todavía de una educación bilingüe sistemática.  La experiencia se combina con el aprendizaje comunitario de Avelino Siñani. Al poco tiempo las escuelas fueron cerradas por el gobierno de Carlos Quintanilla.
Por ley de 1977, el aimara fue declarado idioma oficial de Bolivia junto al quechua y al español. Fue confirmado luego como oficial por la promulgación del decreto supremo N.º 25894 el 11 de septiembre de 2000 junto a otras 33 lenguas indígenas, y finalmente incluido en la Constitución Política al ser promulgada el 7 de febrero de 2009 junto a otras 35 lenguas indígenas.
La Constitución de 1993 de Perú estableció la cooficialidad del aimara en este país, junto a otras lenguas. La legislación chilena no confiere nada similar a la oficialidad para esta lengua, si bien la Ley Indígena n.º 19.253 de 1993 articula algunas disposiciones encuadradas bajo la lógica del «Respeto y Protección de las culturas indígenas».

### Distribución geográfica
La mayoría de los hablantes se encuentran en Bolivia, donde residen 858 088 personas (2012), y Perú, con 443 248 personas (2013), principalmente en los departamentos de Oruro (Bolivia) y de Puno (Perú).

## Fonética y fonología

### Vocales
El aimara presenta seis fonemas vocálicos. A partir de tres cualidades (/a i u/), distingue tres vocales cortas y tres largas. En la vecindad de una consonante uvular (/q, qʰ, qʼ, χ/), se presentan alófonos más centralizados, como [e o] para /i u/, respectivamente. Presenta solo monoptongos, no tiene diptongos, sino que usa semivocales. En estas características, es similar al quechua.

### Consonantes
Veintiséis fonemas consonánticos forman su repertorio, incluyendo:
- cuatro nasales,
- doce oclusivas y tres africadas postalveolares, distinguidas entre simples, aspiradas y eyectivas,
- tres fricativas,
- cuatro aproximantes, dos laterales incluidas, y
- una vibrante simple, que no va al principio de las palabras.

|             |           | Bilabial | Alveolar | Postalveolar | Palatal | Velar | Uvular | Glotal |
| ----------- | --------- | -------- | -------- | ------------ | ------- | ----- | ------ | ------ |
| Nasal       | Nasal     | m        | n        |              | ɲ       | (ŋ)   |        |        |
| Oclusiva    | Simple    | p        | t        | t͡ʃ           |         | k     | q      |        |
| Oclusiva    | Aspirada  | pʰ       | tʰ       | t͡ʃʰ          |         | kʰ    | qʰ     |        |
| Oclusiva    | Eyectiva  | p'       | t'       | t͡ʃʼ          |         | k'    | q'     |        |
| Fricativa   | Fricativa |          | s        |              |         | (x)   | χ      | h      |
| Aproximante | Central   |          |          |              | j       | w     |        |        |
| Aproximante | Lateral   |          | l        |              | ʎ       |       |        |        |
| Vibrante    | Vibrante  |          | ɾ        |              |         |       |        |        |

## Escritura

Alfabeto Único

El repertorio estándar de 32 grafemas que se viene utilizando desde 1984 para escribir en aimara contemporáneo se conoce como Alfabeto Único y es oficial en los 3 países de su dominio lingüístico. Esta emplea el alfabeto latino, incluyendo la ñ, los dígrafos ch y ll como en español, además de dígrafos para las oclusivas aspiradas ph, th, kh. Además, la africada postalveolar aspirada se señala mediante el trígrafo chh. El apóstrofo se emplea para señalar las oclusivas y africada eyectivas p', t', ch', k'.
En las vocales se emplea la diéresis (¨) para señalar las vocales largas: así, ä, ï, ü designan a los fonemas /aː, iː, uː/).

## Léxico
Un gran número de palabras aimaras son préstamos del quechua o parte de un acervo compartido por ambas lenguas, por lo que resulta imposible determinar cuál fue la lengua origen del préstamo y cuál la que lo tomó prestado. En el aimara moderno, también existe un importante número de préstamos del español, especialmente para animales que no existían en América antes de la llegada de los europeos, para objetos de la cultura europea y para nombres propios:
Antuñu 'Antonio'
Arjintina o Arxintina 'Argentina'
asnu 'asno'
awtu 'automóvil'
Piru 'Perú'
Juwanu 'Juan'
kamisa 'camisa'
karru 'carro'
kawallu 'caballo'
lapisa 'lápiz'
liwru 'libro'
Mariya 'María'
Mijiku 'México'
misa 'mesa'
mula 'mula'
pantaluna 'pantalón'
phamilla 'familia'
sapatu 'zapato
siwära 'cebada'
surmiru 'sombrero'
tiriwu 'trigo'
tumati 'tomate'
wak'a 'faja'
wintana 'ventana'
Wuliwiya 'Bolivia'
Yuspajara 'Dios se lo pague'

## Gramática

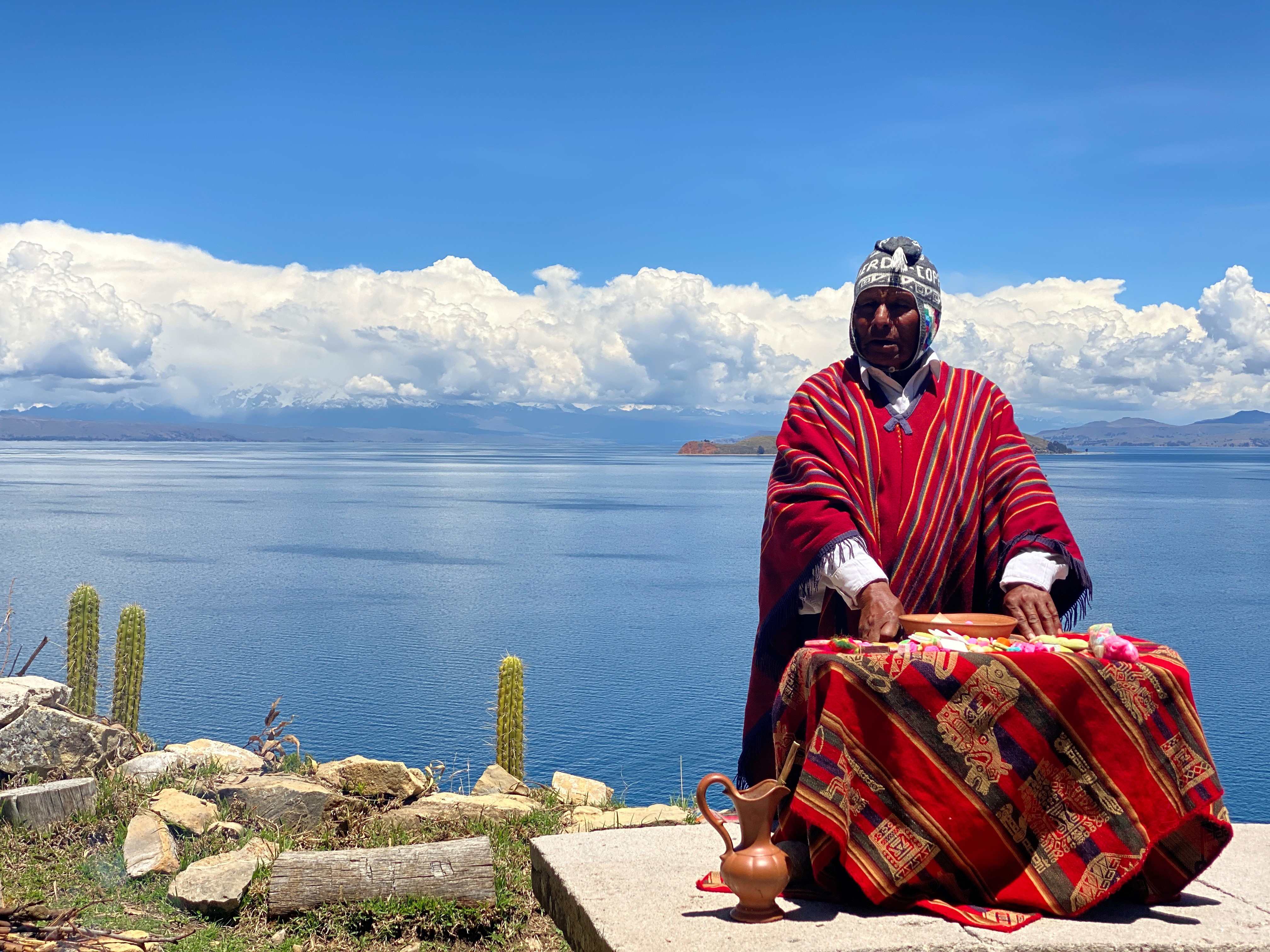
Un yatiri aimara realizando un ritual sagrado en el lado boliviano del lago Titicaca. Yatiri significa "sabio" en el idioma aimara, y es una autoridad espiritual en la comunidad que desempeña un rol mediador entre la naturaleza y el hombre.

Dentro de la categorización de la morfología tipológica clásica de las lenguas; que las clasifica en fusionantes, aglutinantes y aislantes, el aimara es de tipo aglutinante. Además, comparte la mayor parte de los rasgos típicos del área lingüística andina. Entre estas características, destaca la de usar exclusivamente sufijos, tener un orden básico SOV y usar postposiciones. Algunas características notorias del aimara son:
- La existencia de cuatro personas gramaticales.
- La existencia de evidencialidad, que obliga a marcar en una oración declarativa si el hablante conoce el hecho por conocimiento directo personal o conocimiento indirecto.
- Distinción entre argumentos verbales humanos y no humanos, de acuerdo con los cuales el verbo puede requerir unos ciertos afijos y no otros.
- Uso de direccionales para indicar si la acción tiene movimiento y su dirección.
- Las relaciones temporales son frecuentemente tratadas como si el tiempo fuera parte del espacio; así, el futuro está relacionado con el campo semántico de «detrás», por lo que muchas expresiones con adverbios de espacio de hecho tienen un sentido temporal.
- No existe un verbo equivalente al verbo ser del español.[36]

El idioma aimara utiliza ampliamente sus recursos gramaticales y su uso correcto es muy valorado. El uso correcto o diestro consiste en acatar las normas de respeto y cortesía construyendo juegos de palabras y figuras de dicción muy elaboradas. En cambio, hablar mal induce sanciones negativas. El hablar mal consiste en el uso de oraciones cortas con un mínimo de formas morfológicas y sintácticas; brusca y secamente, sin prestar atención a lo que otros dicen. La sanción generalmente es el silencio, aunque el silencio también puede ser señal de cortesía hacia la persona que habla. El difundido concepto del aimara como una persona estoica y silenciosa resulta en gran parte de su manejo del silencio como sanción negativa.

### Rasgos gramaticales

#### Persona y número
El aimara distingue cuatro personas gramaticales, las cuales se definen según si incluyen al receptor, al emisor, o a ambos. De esta forma el aimara presenta inclusividad.
| Receptor | Emisor | Pronombre | Sufijo posesivo | Nombre tradicional        |
| -------- | ------ | --------- | --------------- | ------------------------- |
| -        | -      | Jupa      | -pa             | Tercera persona           |
| +        | -      | Juma      | -ma             | Segunda persona           |
| +        | +      | Jiwasa    | -sa             | Primera persona inclusiva |
| -        | +      | Naya      | -ja             | Primera persona exclusiva |

La diferencia más notable entre el español y el aimara en cuanto a las personas gramaticales es la «cuarta persona» jiwasa que indica que lo que se predica incluye tanto al hablante como al oyente y por tanto es [+emisor][+receptor], esta forma no tiene formalmente sufijo de plural y no es equivalente al «nosotros» de las lenguas indoeuropeas sino al "nosotros inclusivo" = yo + tú + posiblemente otros, a diferencia del «nosotros exclusivo» = yo y otro(s) pero no tú, que en aimara es tratado formalmente como el plural de la primera persona ordinaria.
Los pronombres pueden recibir el sufijo plural -naka, resultando cuatro formas adicionales:
- nayanaka / nänaka (1.ª persona del plural exclusiva)
- jupanaka
- jumanaka
- jiwasanaka (1.ª persona del plural inclusiva colectiva)

Particularmente destaca la importancia que tiene la segunda persona (destinatario), pues es la persona que se expresa más frecuentemente en comparación con la tercera persona (hablante y destinatario excluidos). Es muy usual que en una conversación se indique la relación de la segunda persona con el asunto del que se habla mencionando usualmente al destinatario específica y cortésmente con el uso de redundancias sintácticas comprensibles en la segunda persona, pero absurdas en la tercera persona.
La cultura aimara siempre da una gran importancia a la segunda persona, evitando darle mandatos, reconociendo su presencia y anticipando sus deseos.

#### Evidencialidad
El aimara posee como rasgo gramatical la evidencialidad, lo cual significa que el hablante usa ciertos afijos para marcar si lo expresado procede de conocimiento personal directo o porque lo conoce de manera indirecta (por haberlo oído o porque alguien se lo ha dicho). Dicho de otra forma, todo lo que el hablante de aimara dice y sabe por sus propios sentidos se expresa de una forma gramatical, y lo que conoce por fuentes externas (porque se lo han dicho, inferido, adivinado o leído) se expresa por otras formas gramaticales. En aimara, esta distinción gramatical entre el conocimiento personal y el no personal es totalmente natural y debe expresarse de manera obligatoria, por lo que la omisión de las marcas epistémicas resulta en una oración agramatical. Dicha característica hace que los hablantes de aimara transfieran al español andino dicha característica, ya que no expresar si algo procede de conocimiento directo o indirecto les parece extraña. El español andino de los hablantes de aimara requiere el uso de «pues», «no más», «quizás», «seguro», «siempre» y otros adverbios, que no hacen otra cosa que reflejar las distinciones hechas naturalmente en aimara. En otros casos, asignan ciertas flexiones verbales como por ejemplo la forma del futuro:
- la forma del futuro iré se usa para conocimiento no-personal, y
- la construcción ir a se usa para conocimiento personal.

El futuro suele usarse en situaciones de duda, mientras que ir a implica una promesa.
En el aimara no hay correspondencia con el pluscuamperfecto del español, y este generalmente se asigna para expresar el conocimiento no-personal, dejando el pretérito para expresar el conocimiento personal. Un aimara hablante que aprende castellano y oye la oración:
Ludovico Bertonio fue maestro de Salvador Yapita
entiende que el hablante conoció a ambas personas y que vio que Bertonio enseñaba a Yapita. En cambio, si el hablante no los conocía, se esperaría oír más bien:
Ludivico Bertonio había sido el maestro de Salvador Yapita.

#### La distinción entre humano y no-humano
Los pronombres se dividen en exclusivamente humanos y no-humanos. También existen los pronombres de la categoría no-manifiesta.
En el caso de los verbos, las raíces pueden ser humanas o no-humanas sin ninguna marca; para humanizar al sujeto del verbo se añade el infijo causativo -ya-. También existen verbos que pueden ser humanos en el sujeto, pero no-humanos en su complemento.
Los aimaras que se dirigen al oyente en términos no-humanos lo ofenden, más aún si lo hace con pronombres demostrativos.

### Concepción del tiempo y el espacio
El idioma aimara concibe el tiempo como ubicado en el espacio. Al contrario de los postulados lingüísticos indoeuropeos, el futuro está detrás de uno pues todavía no se ve, en tanto que el presente y el pasado están delante de uno pues ya se han visto y se ven. De aquí nace la primera división de tiempos en el aimara: el futuro y el no-futuro, el presente y el pasado no se separan obligatoriamente; en cambio en las lenguas indoeuropeas la separación se da entre el pasado y el no-pasado, mientras que el futuro queda visible.
- Ejemplos:
  - En español el presente y el futuro son visibles:
    - Voy mañana.
    - Voy ahora mismo.
    - Voy todos los días.

  - Ahora bien, el pasado es invisible:
    - Fui ayer.

  - En cambio, en el idioma aimara suelen emplearse metáforas espaciales para el tiempo:

Qhiphürkama significa Hasta otro día, formado por: Qhipha (detrás), uru (día) y -kama (hasta).

### Categorización configuración/movimiento
El idioma aimara también se caracteriza por ser explícito respecto al movimiento, tanto verbalmente como nominalmente. Los verbos definen claramente la relación del movimiento definiendo la configuración y la conformación de lo llevado. Por ejemplo, no se pueden mover objetos granulares con el mismo verbo con el que se mueven objetos cilíndricos. El movimiento está siempre presente y sólo se detiene con el uso de ciertos sufijos. En el idioma aimara, un verbo sin sufijos derivacionales que marquen el movimiento deja al oyente con la información incompleta.

### Morfología
El aimara define la mayoría de las relaciones gramaticales mediante la morfología más que la sintaxis. Las clases morfológicas básicas son raíces y sufijos. La gran mayoría de morfemas acaban en vocal, aunque las reglas morfofonémicas de supresión de vocales pueden dar lugar a largas series de consonantes.
Las raíces son morfemas simples que ocurren en posición inicial de palabra. Son de cuatro clases: partículas, raíces nominales, verbos e interrogativos. Las raíces nominales y las partículas son libres. Las raíces nominales además se dividen en ciertas subclases. Los sufijos que pueden ser derivativos o flexivos incluyen sufijos verbales (flexionales y derivacionales), sufijos nominales y sufijos evidenciales o de información (-ti, -wa,...). Los sufijos verbales derivacionales son parte del genio de la lengua aimara; mucho del juego de palabras, estilo y destreza del hablante se evidencian por el uso de esta clase. Para que los troncos verbales funcionen como verbos se requiere de sufijos flexionales verbales, los cuales indican persona (con paradigmas de nueve sufijos en cada tiempo verbal) y tiempo (con modo y fuente de datos, además de tiempo propiamente dicho). Entre las partículas están las postposiciones y en cierto modo algunos morfemas similares a los sufijos evidenciales.
Los sufijos nominales actúan sobre el sustantivo al cual se unen, o indican una relación sintáctica entre el sustantivo y el verbo. Los sufijos que forman temas hacen verbos de los sustantivos y sustantivos de los verbos. Su uso es frecuente; son comunes muchas alteraciones temáticas en una sola palabra.

#### Morfofonémica
El aspecto morfofonémico más predominante en el idioma aimara es la supresión o retención de vocales. Por ejemplo, si se comparan las formas afirmativas del verbo ala-ña 'comprar', se aprecia que algunas de las aes marcadas como superíndices /a/ son elidibles ante ciertos sufijos.
(1a) (Nayax) T'ant' alta < /tʼantʼa ala-ta/.
(Yo) Compro / Compré pan.
(1b) (Jumax) T'ant' alta(xa) < /tʼantʼa ala-ta-(xa)/.
(Tú) Compras / Compraste pan.
Con las formas interrogativas:
(2a) (Nayax) T'ant' altti < /tʼantʼa ala-ta-ti/.
¿Compro / Compré pan?
(2b) (Jumax) T'ant' altati < /tʼantʼa ala-ta-ti/.
¿Compras / Compraste pan?.
Así, aunque en estos casos tanto la marca de primera persona como la de segunda persona se realizan fonética como [-ta], en el caso de la marca de primera persona /-ta/ la "a" es elidible frente al sufijo /-ti/, mientras que la marca de segunda persona /-ta/ no lo es. En algunas palabras, se pueden concatenar sufijos, cada uno de los cuales causa la caída de una vocal del sufijo precedente ocasionando grupos consonánticos complicados, como en el siguiente ejemplo con cinco consonantes seguidas:
(3) Janiw Supukachin utjktti < /utja-ka-ta-ti/.
(No) No vivo en Sopocachi.
La alternancia morfofonémica en aimara está condicionada morfológica y sintácticamente. Dentro de las palabras, el condicionamiento morfológico predomina sobre el condicionamiento fonológico, que es casi inexistente. Todos los morfemas en aimara, con solo dos o tres excepciones, terminan en vocal. Estas vocales se retienen o se suprimen de acuerdo con el ambiente morfológico circundante y/o a requerimientos morfosintácticos (en los ejemplos tratados aquí marcamos como superíndice las vocales suprimibles). La mayor parte de la alternación condicionada morfológicamente se realiza a través de influencia regresiva, aunque también hay algo de influencia progresiva. El sufijo en aimara que muestra influencia morfofonémica regresiva hace retener o suprimir la vocal final del morfema precedente.

### Sintaxis
El uso de los sufijos oracionales define la oración aimara. Los sufijos oracionales pueden aparecer con todas las clases de raíces. No van seguidos de otros sufijos (eso sugiere que técnicamente podrían ser clíticos, concretamente enclíticos en lugar de auténticos sufijos).
Cada oración debe estar marcada por uno o más sufijos oracionales, los cuales sirven para definir el tipo de oración, o puede estar marcada por la supresión de un sufijo oracional dado. Una oración no requiere de verbo ni de nominal, pero sí requiere de los sufijos oracionales apropiados. Varias combinaciones de sufijos oracionales definen la oración declarativa, la oración interrogativa sí/no, la oración interrogativa de información. También marcan listas, alternativas, expresiones de sorpresa, la conjunción de oraciones, etc. El aimara no tiene verbo «cópula» como el verbo ser en castellano; la relación o la identidad se indica por medio de sufijos oracionales. El orden de palabras como tal tiene menos importancia en aimara que la morfología, sobre todo en vista de que la oración se define morfológicamente mediante los sufijos oracionales.
Según las investigaciones realizadas por Iván Guzmán de Rojas, en aimara, por medio de nueve sufijos modales, es posible formular cualquier enunciado simple o compuesto que cumpla inequívocamente con las tablas de verdad de una lógica trivalente. El carácter estrictamente algorítmico de la sintaxis aimara, es decir, el hecho de que siguiendo una secuencia preestablecida de pasos lógicos siempre permita generar cualquier oración independientemente de su contexto, hace que este lenguaje sea muy apto para automatizar cualquier traducción de otro idioma a este.

### Diccionarios
- Diccionario español-aimara
- Lenguandina.org: Diccionario castellano-aimara, aimara-castellano
- Katari.org: Diccionario aimara-español, español-aimara
- Diccionario Freelang: Diccionario aimara-español, español-aimara
- Webster's Online Dictionary: Diccionario aimara-inglés
- Bertonio, Ludovico (1612), vocabulario de la lengua aymara, PDF
- Yatiqirinaka Aru Pirwa, Qullawa Aymara Aru: Diccionario aymara del Ministerio de Educación de Perú (2005).
- AruSimiÑee: Vocabulario pedagógico de aymara, quechua y guaraní por el Ministerio de Educación de Bolivia (2004).